# Instituto de Arqueología de la Universidad de Londres
El Instituto de Arqueología (en inglés: UCL Institute of Archaeology) de la Universidad de Londres es uno de los centros de mayor prestigio para los estudios de Arqueología y Patrimonio cultural de Gran Bretaña.

## Historia
El Instituto de Arqueología de la Universidad de Londres, creado en el año 1937 como centro de investigación y enseñanza, desde entonces imparte cursos destinados a posgraduados procedentes tanto de Universidades inglesas como de otros países. Estos cursos denominados másteres suelen durar un año (o dos a media jornada).
En Gran Bretaña, la enseñanza universitaria de la Arqueología se articula en dos fases: una carrera de tres años de duración, seguida de un segundo ciclo con másteres o doctorados independientes. Como ejemplo del segundo ciclo encontramos los Estudios de posgrado del Instituto de Arqueología de la Universidad de Londres.
Es uno de los pocos centros del mundo que persiguen activamente la investigación a una escala global. Asimismo el Instituto organiza eventos sobre diferentes aspectos de la Arqueología y está vinculado a organizaciones de patrimonio, museos y sociedades arqueológicas.
El Instituto de Arqueología tiene como característica distintiva, su enfoque, que consiste en la aplicación de métodos de las ciencias naturales para la investigación antropológica y arqueológica, lo que resulta en una comprensión holística y socialmente relevantes de la interacción de la gente del pasado con su entorno y su cultura material.
Investigadores de Prehistoria y Protohistoria de todo el mundo contribuyen a crear enfoques teóricos y científicos vanguardistas para el estudio de los restos arqueológicos.
En sus archivos se encuentran documentos importantes como los cuadernos de campo, fotografías, cartas y escritos originales de Gordon Childe, de Gertrude Caton-Thompson, William Matthew Flinders Petrie, de Rachel Maxwell Hyslop, de John Garstang, Margaret Murray, de Sir Mortimer Wheeler, o Charles Leonard Woolley, entre otros.

## Formación
Los cursos de postgrado son gestionados por un Consejo específico de admisiones, el UCCA (Universities Central Council of Admission), organismo que edita cada año un manual con los cursos disponibles y las condiciones de admisión.
Master of Arts in Archaeology (MA).
- Graduado (MA Degree) en "Técnicas de Campo y Análisis en Arqueología"
- Graduado en "Museología Arqueológica"
- Graduado en "Arqueología de Latinoamérica".

Master of Science in Archaeology (M. Sc.)
- Graduado (M. Sc. Degree) en "Bioarqueología".
- Graduado en "Arqueometalurgia".
- Graduado en "Conservación-Restauración arqueológica".

Existen además dos categorías superiores: el Master of Philosophy (M. Phil.) y el Doctor of Philosophy, (Phil. Dr.) de dos y tres años de duración respectivamente, que implican la realización de una tesis doctoral y su defensa en una presentación oral.

## Departamentos de Investigación
Los departamentos de investigación son los siguientes:
- Departamento del Medio Humano. Arqueobotánica, geoarqueología y zooarqueología, con proyectos de investigación en Inglaterra, Mediterráneo, Sudeste Asiático, Pakistán, Papúa-Nueva Guinea y Australia.
- Departamento de Arqueología Prehistórica. Estudios paleolíticos con aproximación etnoarqueológica. Programas de investigación en Inglaterra, Latinoamérica, Mediterráneo, Tailandia y África.
- Departamento de Arqueología de las Provincias Romanas. Con cursos de arquitectura, numismática, epigrafía, ceramologia, etc.
- Departamento de Arqueología del Próximo Oriente. Organiza cursos de introducción, con colecciones de referencia fruto de campañas de excavación en Palestina, Irak, Siria y Turquía.
- Departamento de Conservación y Ciencia de los materiales. Cursos especializados en Conservación-Restauración, Museología y Arqueometalurgia.